# Pondaurat
 Pondaurat  egy francia település Gironde megyében az Aquitania régióban. Lakosainak száma 456 fő (2022. január 1.).

## Adminisztráció
Polgármesterek:
- 2001–2020 Francis Zaghet (PS)

## Demográfia
| Lakosok száma | 465  | 361  | 361  | 372  | 493  | 480  | 470  | 463  | 460  | 456  |
|               | 1968 | 1982 | 1990 | 2006 | 2013 | 2015 | 2017 | 2019 | 2020 | 2022 |

## Látnivalók
- Saint-Antoine templom
- Középkori híd
- Kolostor
- Saint-Martin-de-Monphélix templom

### Galéria

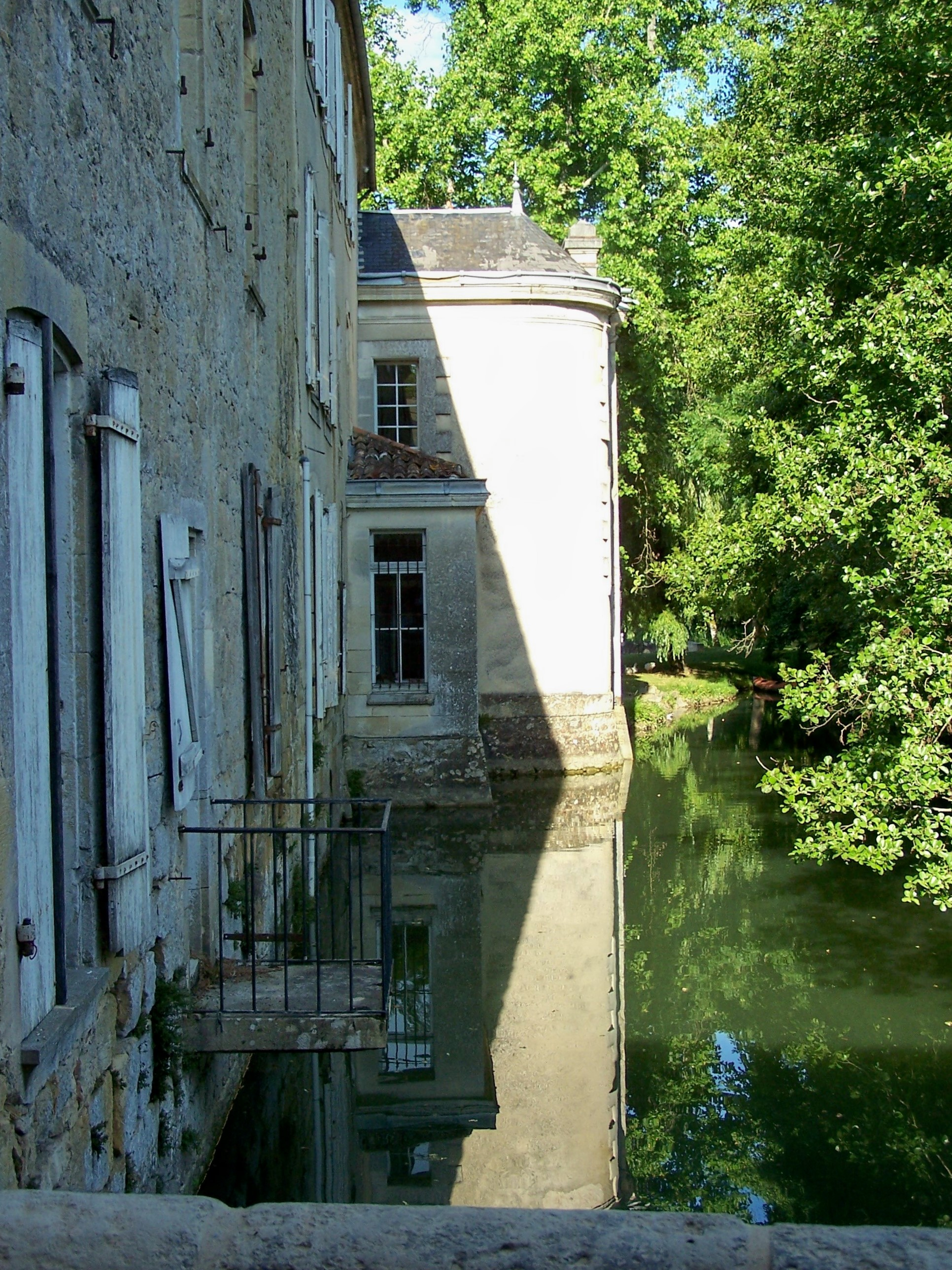
Kolostor
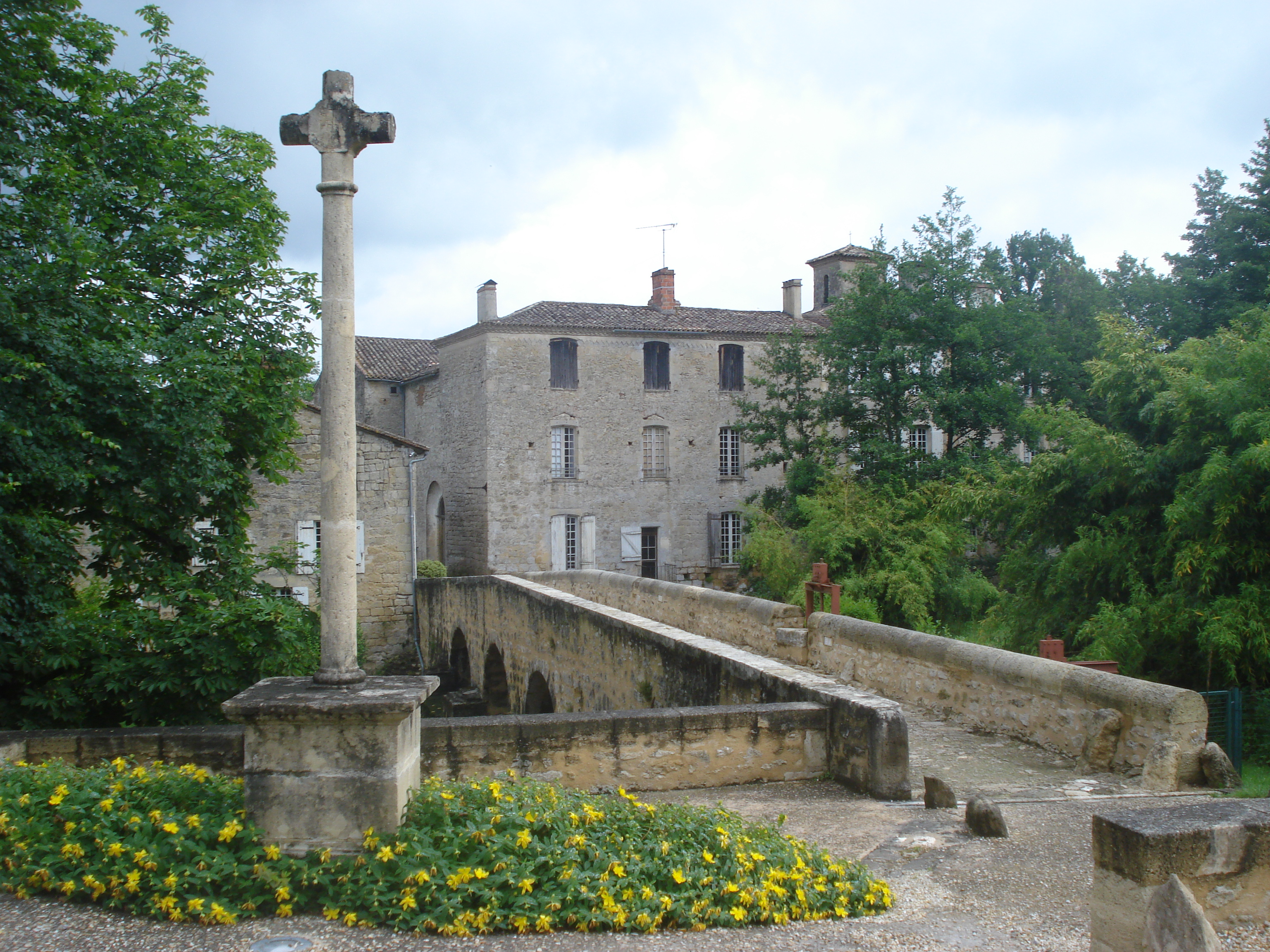
Régi híd
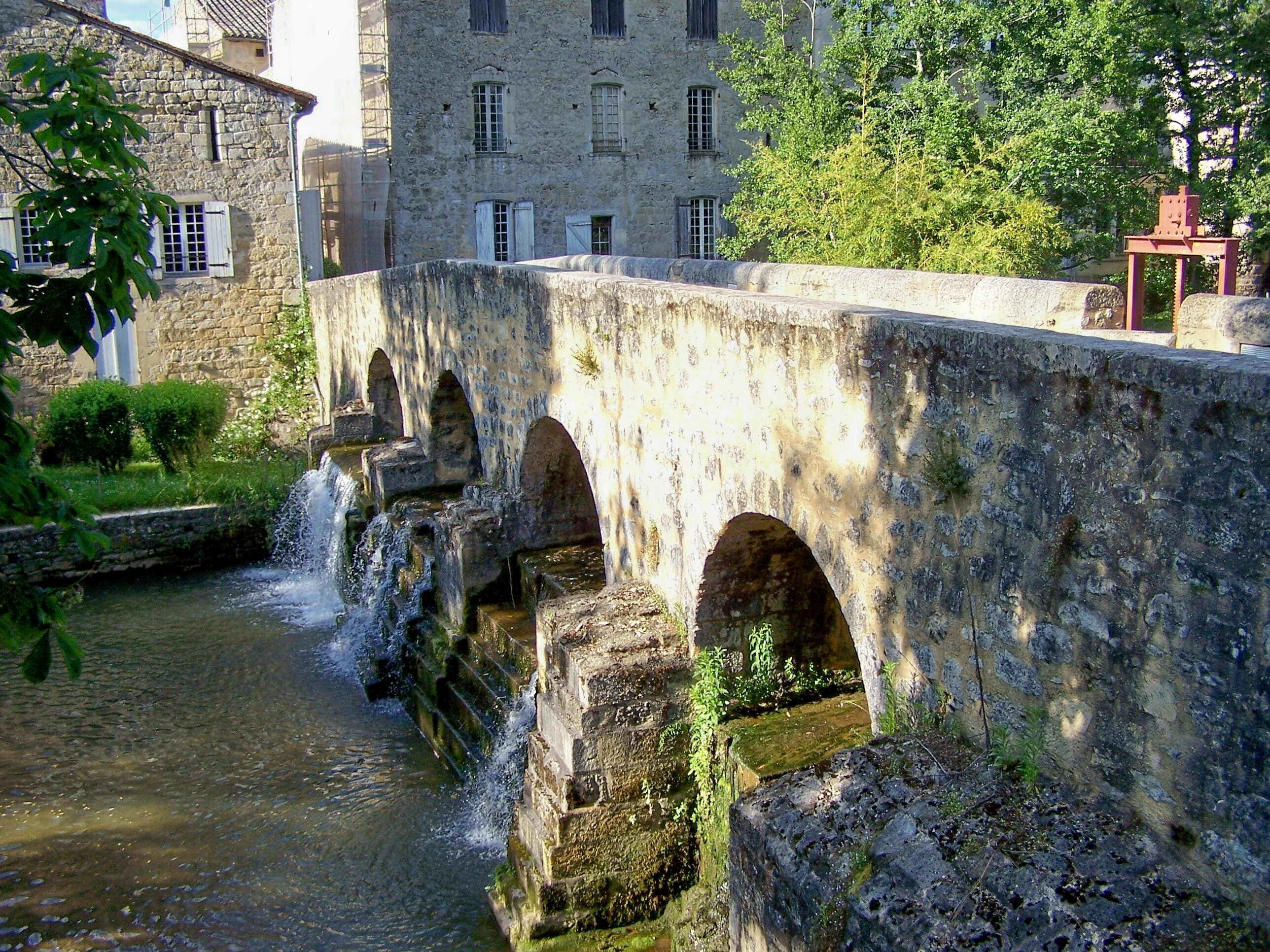
Középkori híd
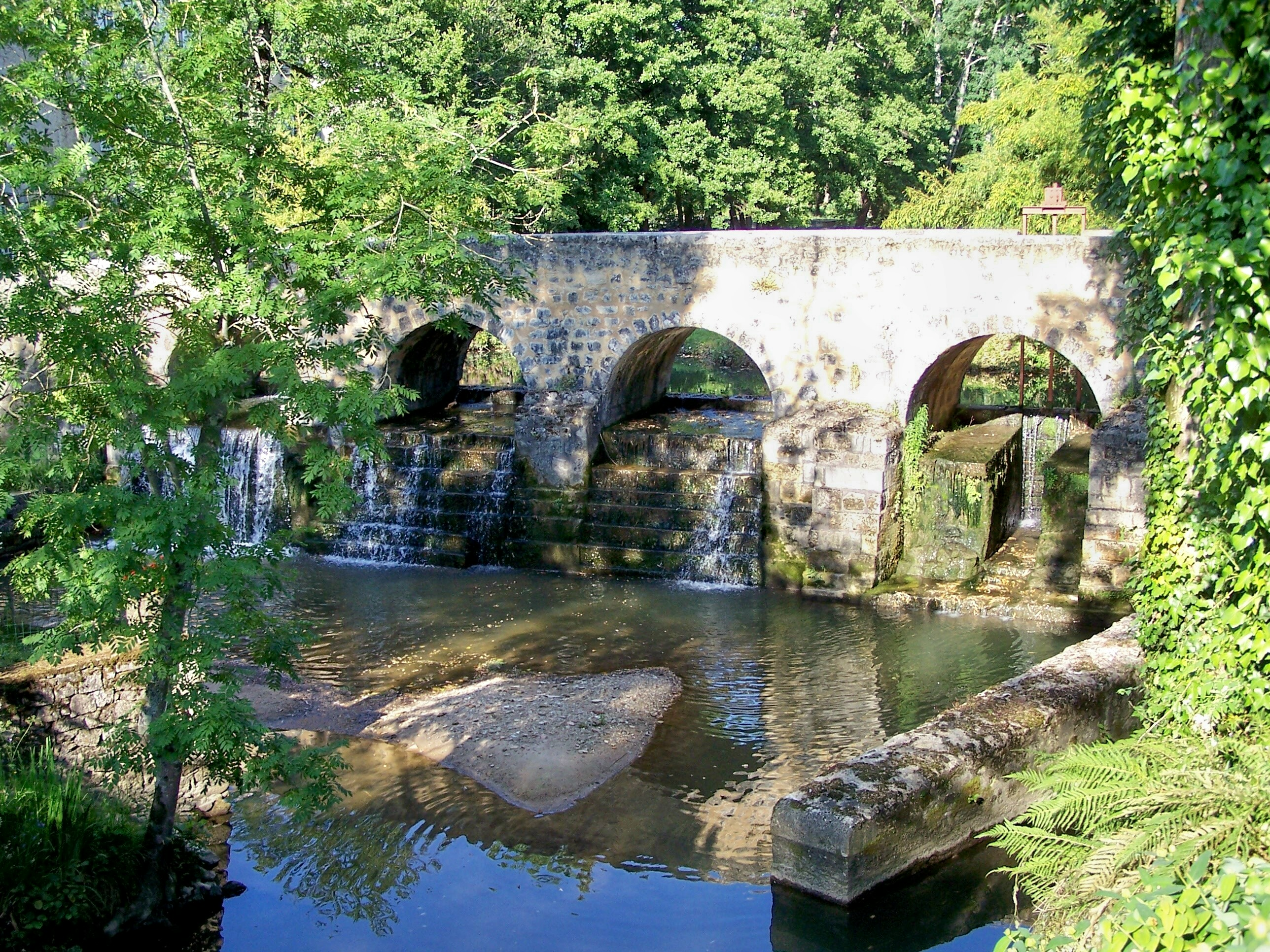
Középkori híd
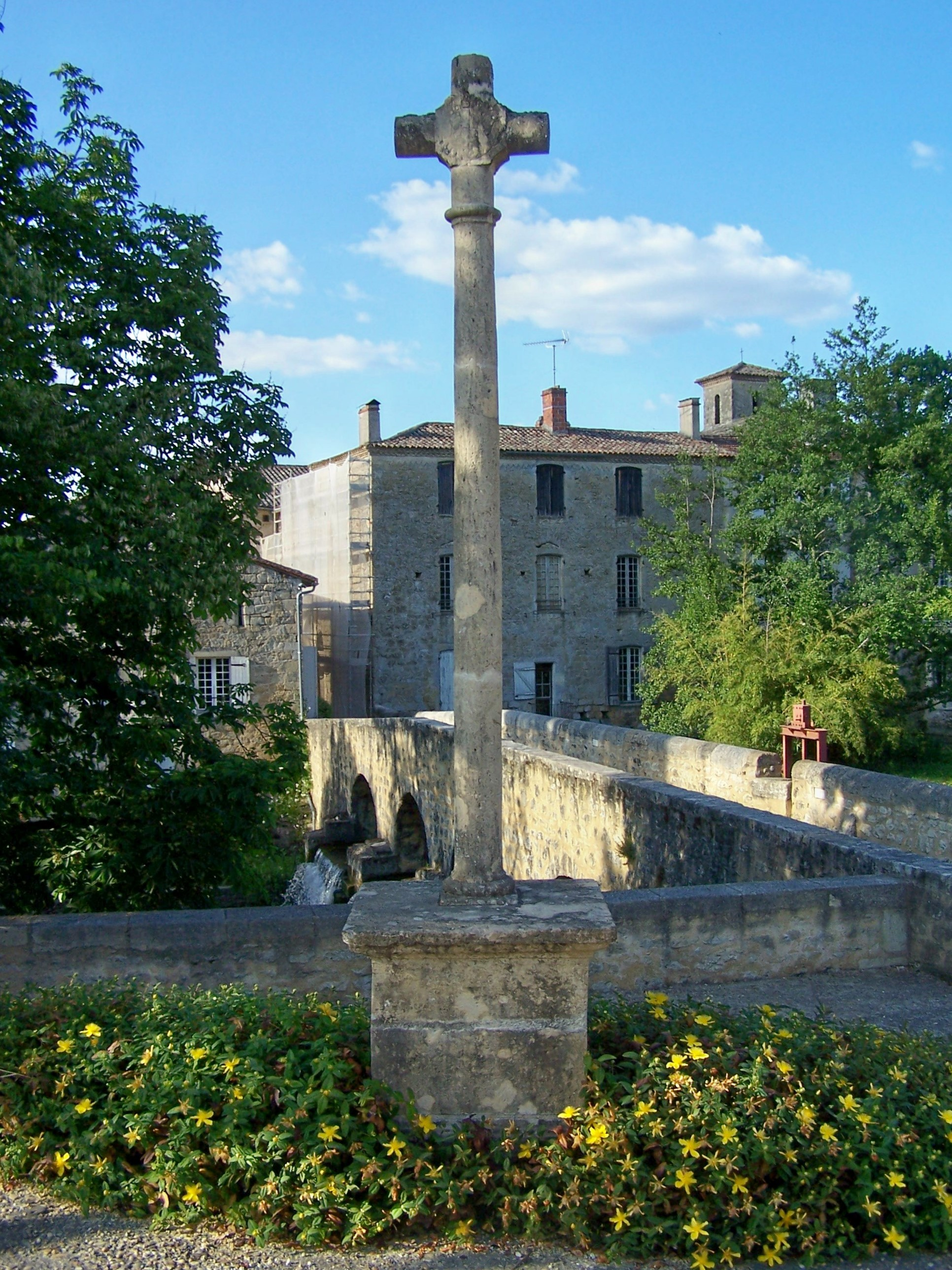
Útszéli kereszt
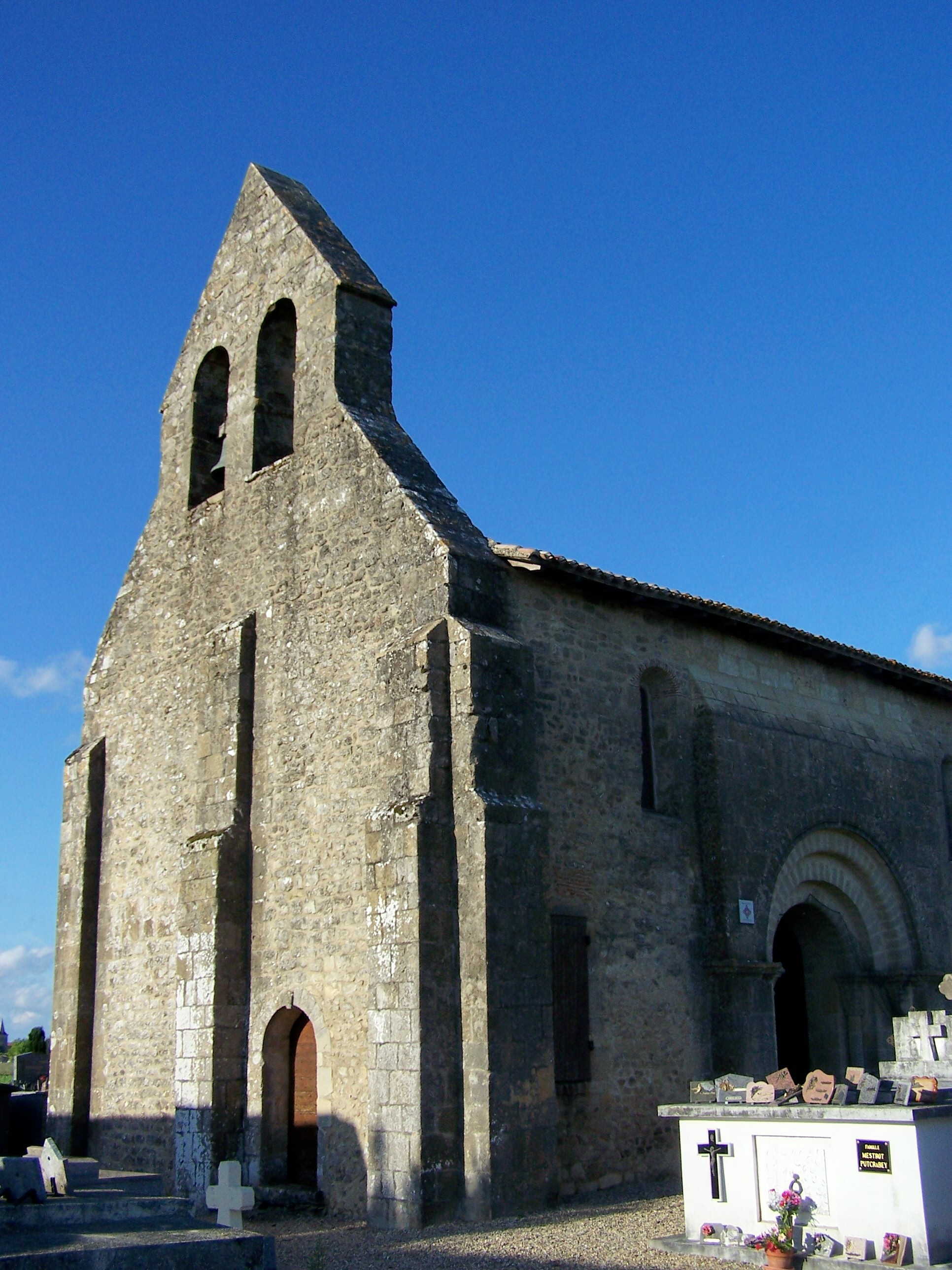
Saint-Martin-de-Monphélix templom
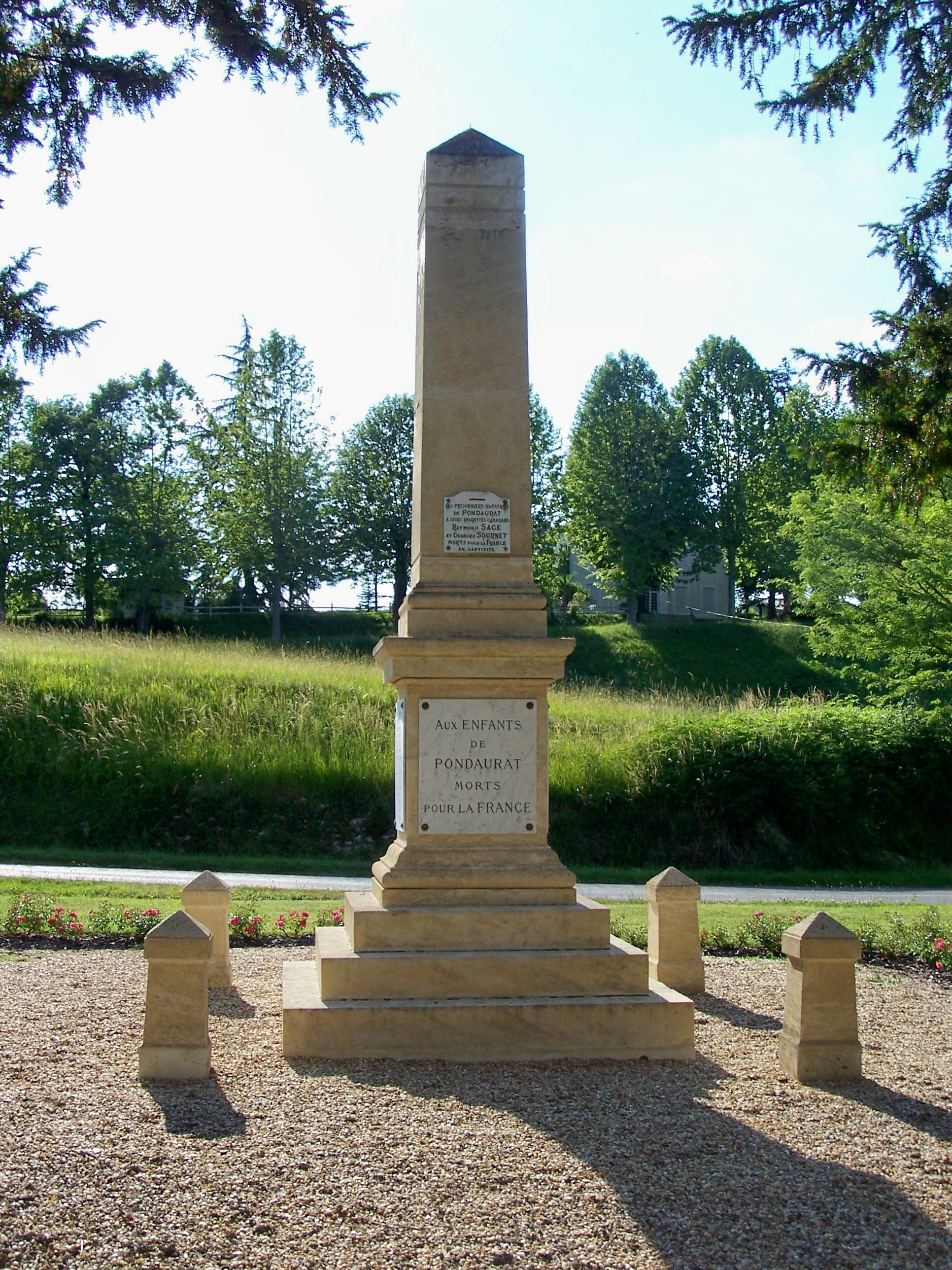
Háborús emlékmű